# Alte Werrabrücke
Die Alte Werrabrücke  ist eine 105 Meter lange Steinbogenbrücke über die Werra in Hann. Münden. Das 1329 erstmals als steinerne Brücke urkundlich erwähnte Bauwerk verbindet die Stadt mit der historischen Vorstadt Blume im Stadtteil Questenberg. Die Brücke gehört zu den ältesten erhaltenen Steinbrücken des Oberweser- und Werragebietes.

## Beschreibung
Die aus Steinquadergefüge bestehende Brücke verfügt über fünf Pfeiler und sechs Brückenbögen mit lichten Weiten zwischen 10 und 12 Meter. Von der einstigen Steinbrücke sind noch fünf Jochbögen im Original erhalten, während im 19. Jahrhundert zwei Bögen der Brücke erneuert wurden. Die fünf ursprünglichen Brückenpfeiler weisen spitzwinklige Eisbrecher aus Stein auf. Die Breite der Brücke beträgt zwischen 6,5 und 7 Meter. Ein Brückenpfeiler gründet sich auf der Flussinsel Doktorwerder, zu der von der Brücke aus Zugang besteht.

## Geschichte
Vorläufer der Steinbrücke war eine Holzkonstruktion an derselben Stelle. Sie entstand zur Zeit der Stadtgründung in der 2. Hälfte des 12. Jahrhunderts. Bei Ausschachtungsarbeiten Anfang des 20. Jahrhunderts und 1965 wurden Reste der Holzbrücke gefunden. Eine erste Erwähnung der Steinbrücke findet sich in einer Urkunde des Klosters Hilwartshausen von 1329, in der es um ein Grundstück im Bereich der Vorstadt Blume geht.
In den Jahren um 1401 erhielt die Brücke eine hölzerne Überdachung. Sie ist durch eine Kämmereirechnung aus diesem Jahr nachgewiesen, die auch einen Datumsstein erwähnt, der sich 1925 in einem Gebäude in Hannoversch Münden fand. Durch bildliche Darstellungen ist bekannt, dass die Brücke an den Enden zwei Torbauten bzw. Tortürme aufwies. Sie wurden 1776 ebenso wie das Dach der Brücke abgerissen. Dies war dem Ausbau der Chaussee von Hannover nach Kassel geschuldet, damit die Brücke von größeren Frachtwagen passiert werden konnte.
Hochwasser und Eisgang fügten der Brücke im Laufe der Jahrhunderte Schäden zu. Davon waren die hölzernen Eisbrecher der Brückenpfeiler und die Brückenbögen betroffen. Zur Unterhaltung der Brücke erhob die Stadt Münden lange Zeit Brückengeld. Das Recht dazu hatte Herzog Otto der Einäugige der Stadt 1442 verliehen. Der Kassierer des Brückengeldes wohnte in einem Häuschen auf einem Brückenpfeiler, wo sich auch das Torschreiberhaus befand. Erst 1849 stellte die Stadt die Einnahme von Brückengeld auf Weisung der Regierung in Hannover ein. 1861 wurden zwei durch Eisgang beschädigte Brückenpfeiler auf der Flussseite der Vorstadt Blume komplett erneuert.

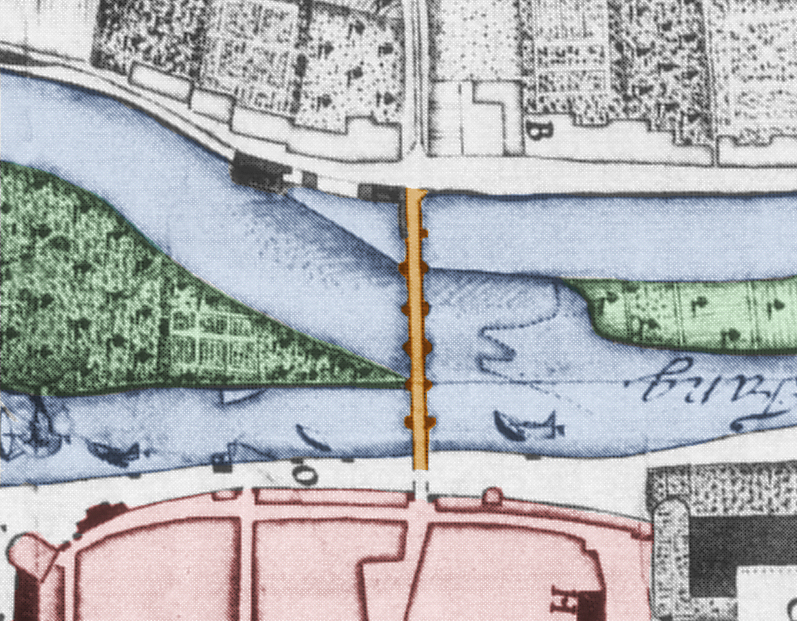
Lage der Brücke auf einer Karte von 1728, links der Doktorwerder, rechts der Blümer Werder
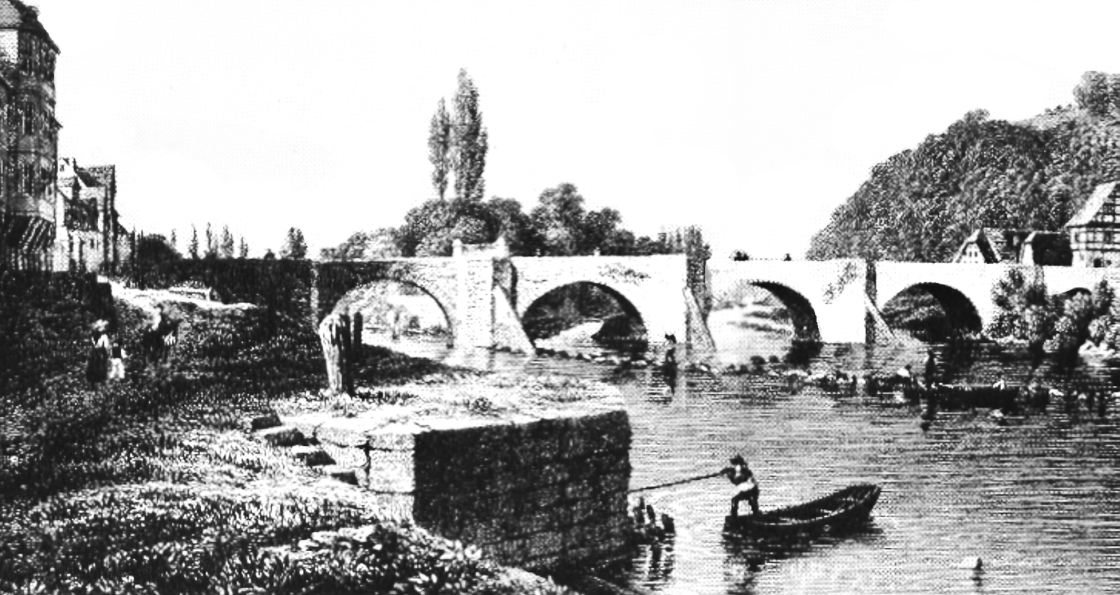
Die Brücke etwa um 1800
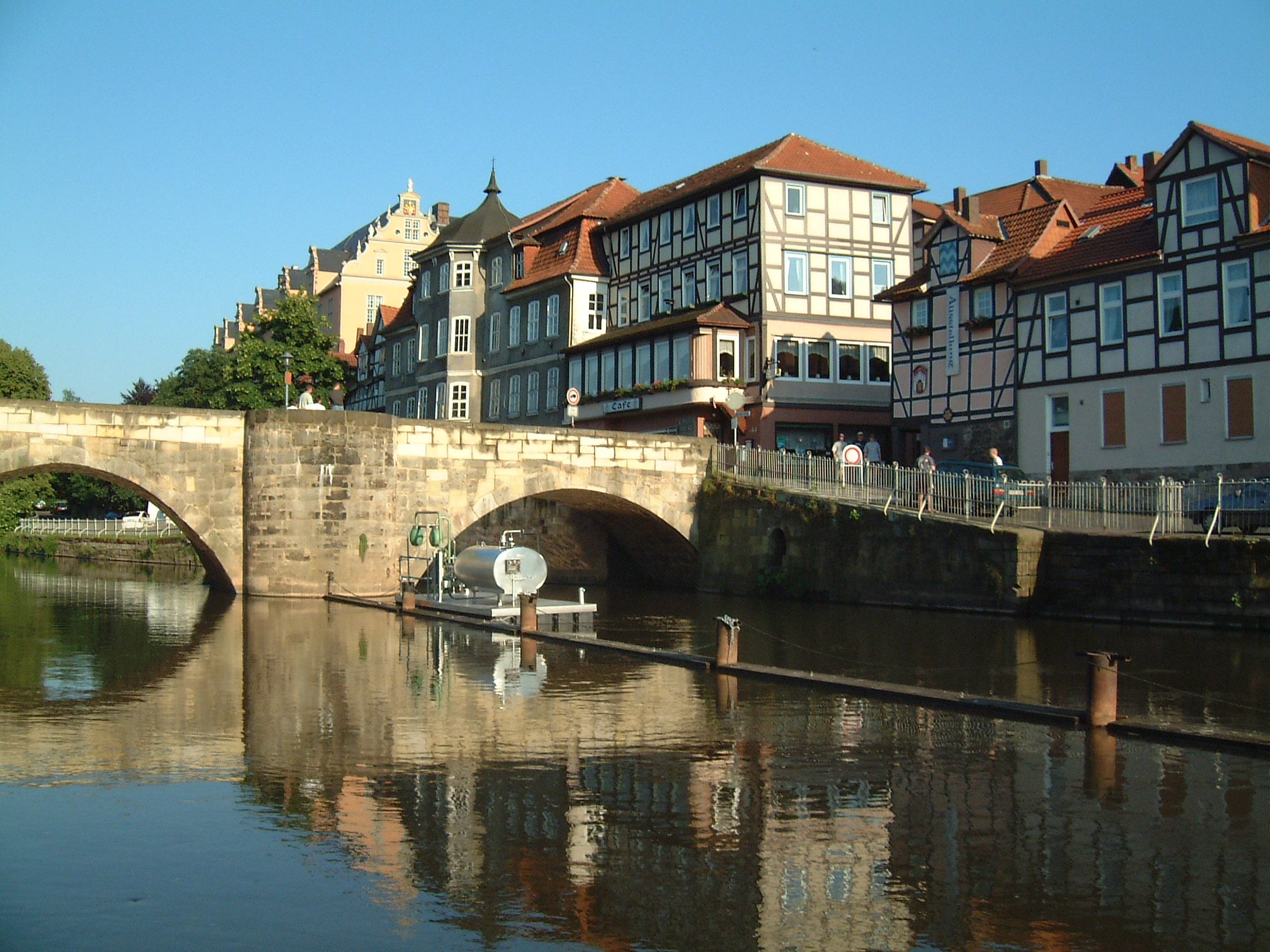
Brücke und Altstadt
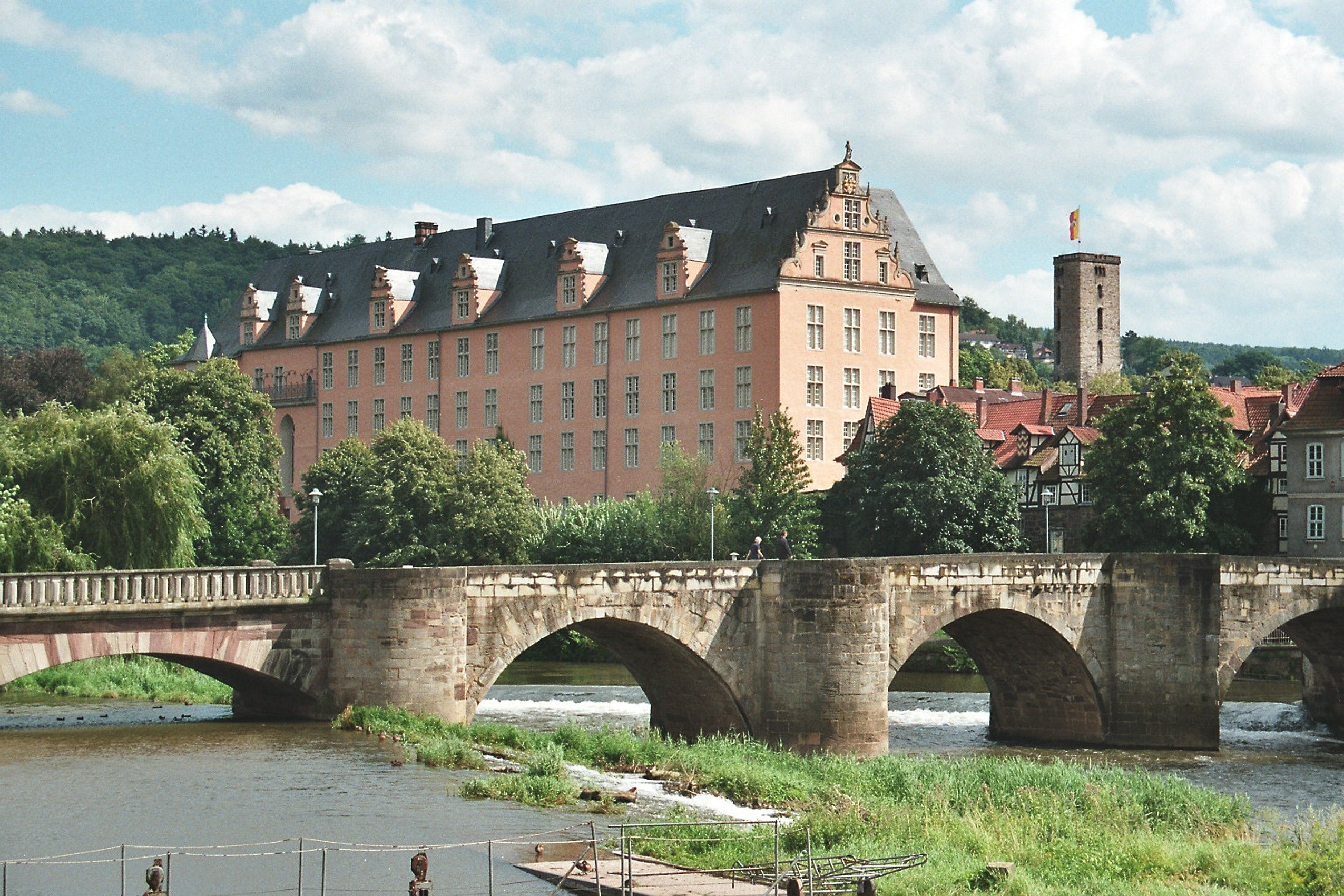
Die Brücke und das Welfenschloss Münden

## 20. Jahrhundert

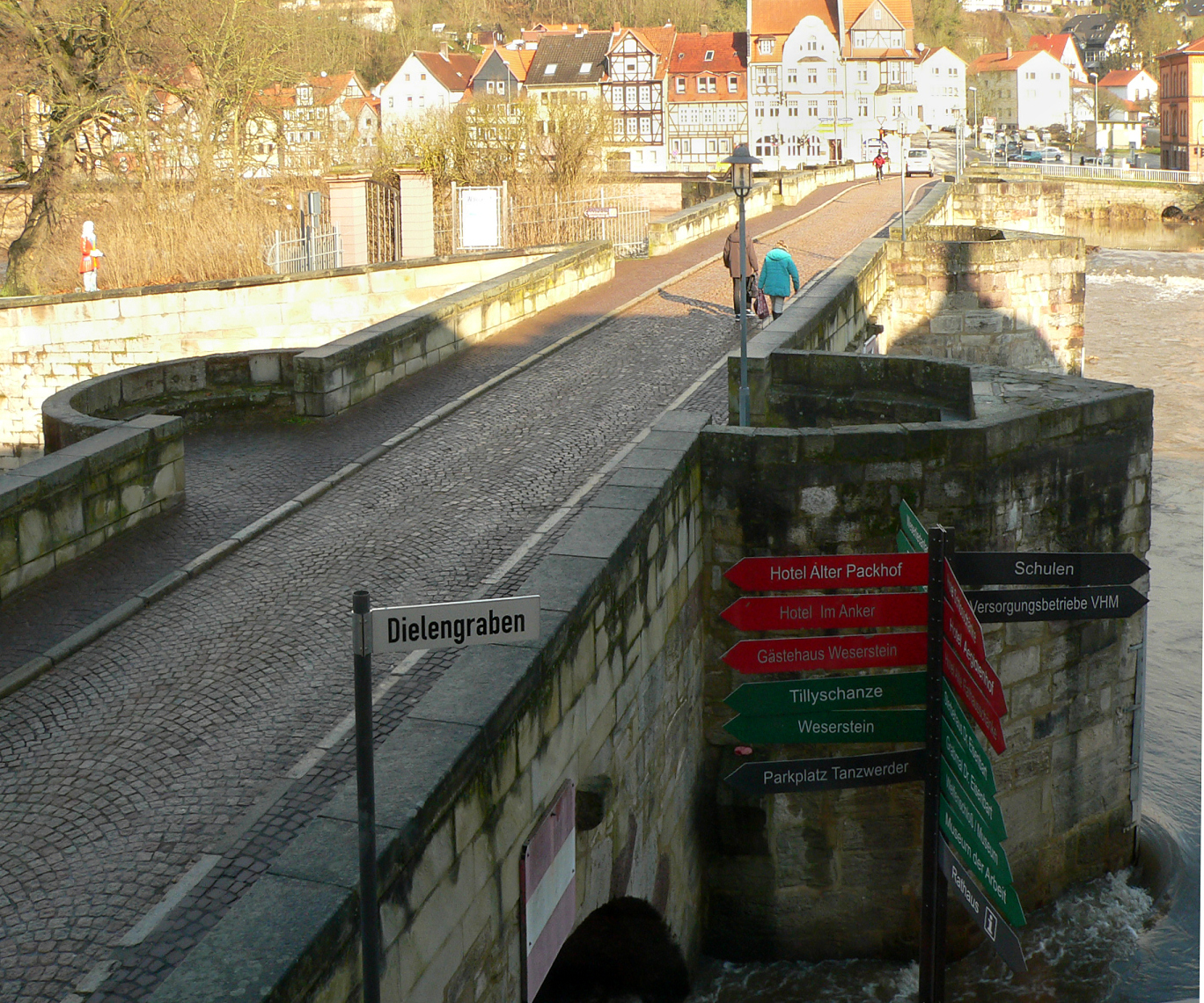
Fahrbahnfläche der Brücke

Der im 20. Jahrhundert aufkommende Kraftfahrzeugverkehr belastete die Brücke derart, dass es 1933  Überlegungen zum Bau einer neuen Brücke über die Werra gab. Eine Verbreiterung der alten Brücke war nicht möglich, da sie als Baudenkmal erhalten bleiben musste. In den 1930er Jahren bestanden Pläne für eine neue Brücke in Höhe des Welfenschlosses. Darüber hinaus sollte die alte Brücke erhöht werden, um die Durchfahrtshöhe für Schiffe im Zuge einer geplanten Kanalisierung der Werra zu erhöhen. Der Zweite Weltkrieg stoppte die Ausbaupläne der Werra. Während des Krieges wurde die Alte Werrabrücke als einzige Brücke im weiten Umkreis nicht gesprengt. In der Nachkriegszeit konzentrierte sich der Militärverkehr der Alliierten über die Brücke, was erhebliche Schäden verursachte. In den 1950er Jahren belastete der sprunghaft gestiegene Kraftfahrzeugverkehr das Bauwerk mit täglich rund 10.000 Fahrzeugen und etwa 1000 Lastwagen. Der bauliche Zustand der Brücke verschlechterte sich derart, dass 1953 der Landkreis Münden eine Sperrung für Fahrzeuge über 12 Tonnen für erforderlich hielt und den Bau einer Umgehungsstraße forderte. Dies führte von 1958 bis 1960 zum Bau der Weserbrücke, die auch der Verkehrsentlastung für die Altstadt diente. Während der überregionale Durchgangsverkehr die neue Brücke annahm, bevorzugte der örtliche Verkehr weiterhin die Alte Werrabrücke, da der Weg durch die Altstadt kürzer erschien. Eine Verkehrsreduzierung stellte sich erst ab 1969 ein, als die Brücke zur Einbahnstraße wurde. Zuletzt erfolgte 1986 eine umfangreiche Brückenrestaurierung. Zur Fußgängerbrücke mit gelegentlichem Kraftfahrzeugverkehr wurde die Alte Werrabrücke 1995, nachdem die neue Werrabrücke freigegeben wurde.